# Димо Казасов
Димо (Димитър) Тотев Казасов е български политик и журналист, първоначално от Българската работническа социалдемократическа партия (БРСДП), по-късно в няколко други организации. Той влиза в правителствата, сформирани след Деветоюнския и Деветосептемврийския преврат.
Димо Казасов е народен представител в XVIII (1919 – 1920), XXI (1923 – 1927) и XXVI (1945 – 1946) обикновено народно събрание и в VI велико народно събрание (1946 – 1949).

## Биография

### Детство и младост
Димитър (Димо) Тотев Казасов е роден в Трявна на 17 септември 1886 г. Завършва гимназия в Русе през 1904 г. и право в Софийския университет през 1918 г. През 1906 – 1910 г. учителства в Тутракан, Русе, Бургас, Кула, с. Вонеща вода (Търновско). Пише във вестник „Работническа борба“. Секретар е на Българския учителски съюз (1910 – 1917) и редактор на неговия орган в. „Съзнание“ (1914 – 1920).
Казасов става член на БРСДП през 1902 г., а от 1919 г. участва в нейното централно ръководство. Между 1919 и 1920 г. е народен представител в XVIII народно събрание. Той е председател на стачния комитет по време на голямата Транспортна стачка от 1919 – 1920, насилствено прекратена от правителството на Александър Стамболийски. Участва в професионалното движение на държавните и общински служители (1910 – 1920).
Паралелно с това още отрано се изявява и като журналист. Първата му публикация за подвига на капитан дядо Никола излиза във в. „Ден“ на 3 август 1906 г., а първата му книга излиза през 1915 г. През 1913 г. основава синдикалното списание „Бъдеще“. През 1919 г. е главен редактор на вестник „Трибуна“.
Деец на БРСДП (ш.с.), член на ЦК на партията (1919 – 1926). От 1920 до 9 юни 1923 г. е главен редактор на нейния печатен орган в. „Народ“.

### Деветоюнски преврат и „Звено“
Взема участие в Деветоюнския преврат от 1923 година. След него става министър на железниците, пощите и телеграфите (1923 – 1924) в правителството на Александър Цанков от квотата на БРСДП (ш.с.). От 1924 до 1928 г. е председател на Съюза на българските журналисти. През 1926 г. е изключен от БРСДП (ш.с.) и създава нова партия – Социалдемократическа федерация. През 1927 г. я напуска. В периода 1926 – 1927 г. е главен редактор на органа на Социалдемократическата федерация – в. „Напред“.
Политическият кръг „Звено“ е създаден през април 1927 г. от група интелектуалци, начело с Димо Казасов. Социалната база на „Звено“ е ограничена, членовете ѝ достигат до няколкостотин и са предимно интелектуалци, военни и политици (социалдемократи, радикали, демократи).
През есента на 1930 г. Казасов, като редактор на списание „Звено“, играе активна роля в разкриването на Шпионската афера, демонстрираща нерегламентирано взаимодействие между ВМРО и командването на армията. Той пише поредица от 36 статии, в които остро критикува военния министър генерал Никола Бакърджиев и командването, обвинявайки ги в тежки нарушения на закона и вътрешните процедури в армията. В отговор вестникът на ВМРО „Свобода или смърт“ обвинява „Звено“, че получава „стотици милиони динари“ от сърбите и пише, че мястото му е „в дъното на Искъра“.
По време на управлението на Народния блок (1931 – 1934) около „Звено“ се групират дейци от буржоазните партии, недоволни от управлението. Към него се присъединява и по-голямата част от ръководството на Военния съюз. Разнородният политически и социален състав на организацията предизвиква непрекъснати борби в нейните редове. През януари 1934 г. групата около Димо Казасов напуска „Звено“ и преминава към Народното социално движение на проф. Александър Цанков. Начело на организацията застава бившият военен и министър Кимон Георгиев.
С активното участие на армията привържениците на „Звено“ извършват на 19 май 1934 г. държавен преврат и завземат властта. Казасов смята, че няма нищо общо с преврата, тъй като по традиция предварително се е скарал със съратниците си около Кимон Георгиев още през януари. Това не му пречи да поеме поста пълномощен министър в Белград, където престоява близо две години (1934 – 1936).
Издава списание „Звено“ (1 януари 1928 – 20 май 1934) и вестник „Изгрев“ (1 януари 1932 – 30 май 1934). Те са издания на политически кръг „Звено“.
Председател на Комитета за защита и амнистия на политическите борци (1936 – 1944).

### Деветосептемврийски преврат
В началото на Втората световна война взима дейно участие в акцията за защита на евреите от физическо изтребление.
Започва да работи като член на Националния комитет на Отечествения фронт от 1943 г. По това време Отечественият фронт е извън закона. Участва в поредния заговор и преврат, осъществен на 9 септември 1944 г. със стария му приятел Кимон Георгиев. Получава и поредния министерски пост – министър на пропагандата (1944 – 1946). През 1946 – 1947 г. е министър на изкуствата и информацията в правителството на Георги Димитров.

### След 9 септември 1944 г.
След 9 септември 1944 г. сътрудничи на изданията „Отечествен фронт“, „Литературен фронт“, „Народна култура“, „Кооперативно село“.
Следват 3 години извън политическата сцена, а след тях той възкръсва като главен директор на издателствата, полиграфията и търговията с печатни произведения (1950 – 1953), възлова длъжност, която изисква от него не толкова познания, колкото налагане на цензура и изготвяне на прочутия Списък на забранената и вредна литература със Заповед № 32 от 2 октомври 1952. През 1953 г. се оттегля от обществения живот и публикува няколко мемоарни книги.
Умира на 28 юли 1980 г. в София.

## Обществена дейност
През годините е бил Председател на дружеството на столичните журналисти (1924 – 1928), на Дома на изкуствата и печата, на Българския аероклуб, на Софийския червен кръст, на Полско-българския комитет за сближение чрез печата, на Съюза на българо-югославските дружества (1932 – 1941).
Участник в три преврата (9 юни 1923, 19 май 1934, 9 септември 1944 г.).
За заслугите си по спасяването на българските евреи Казасов е признат от държавата Израел и Яд ва-Шем като един от праведните сред народите, наред с 19 други българи.

## Журналистическа кариера
- в. „Съзнание“ – Печатен орган на Българския учителски съюз. Вестникът излиза веднъж седмично в София от 14 август 1898 г. до 25 юли 1934 г., с прекъсване през 1917 г. Димо Казасов е негов редактор 1914 – 1920 г.
- сп. „Бъдеще“ – синдикално списание, което той създава през 1913 г.
- в. „Трибуна“ – започва да излиза през юни 1919 г., а Димо Казасов става негов главен редактор.

| „ | Вестник „Трибуна“ започна да излиза през юни 1919 г. Както знаете, през тази година избухна транспортната стачка. Като социалдемократ и като професионален деятел аз не можех, освен да поставя в услуга на стачката в „Трибуна“. Това се зловидя на Крум Чапрашиков, който основателно се боеше, че може да бъде подложен на известни репресии от властващата партия и като главен акционер спря в „Трибуна“. Следователно той има кратко съществуване – от юни 1919 до края на септември същата година. | “ |

- в. „Народ“ – главен редактор е от 1920 до 9 юни 1923 г. Вестникът е печатен орган на БРСДП (ш.с.)
- в. „Напред“ – орган на Социалдемократическата федерация. Казасов е главен редактор (1926 – 1928)
- сп. „Звено“ – (1 януари 1928 – 20 май 1934). Орган на политическия кръг „Звено“
- в. „Защита“
- сп. „Общинска автономия“
- в. „Изгрев“ – (1 януари 1932 – 30 май 1934) Всекидневник на политическия кръг „Звено“. Казасов е негов редактор.
- в. „Балкан“ – седмичник, създаден и редактиран от Димо Казасов, просъществувал около половин година през 1936 г. Вестникът е разтурен заради статия срещу военния министър ген. Луков.
- След 9 септември 1944 г. сътрудничи на меродавните издания „Отечествен фронт“, „Литературен фронт“, „Народна култура“, „Кооперативно село“.

## Публицистика
В „Дневникът на един журналист“, след като изтъква голямата отговорност и огромните трудности на журналистическата професия, Димо Казасов прави следната изповед:
| „ | Ако някой би разгърнал пред мен всичките съблазнителни професии и би ми предоставил правото на избор, аз пак ще избера журналистическата професия, защото я считам за най-интересна и обществено най-полезна, въпреки слабостите и грешките, които сред нея съм правил. | “ |